# Endine Gaiano
Endine Gaiano – miejscowość i gmina we Włoszech, w regionie Lombardia, w prowincji Bergamo.
Według danych na styczeń 2009 gminę zamieszkiwało 3518 osób przy gęstości zaludnienia 168,5 os./1 km².